# Dogondoutchi
Dogondoutchi és una ciutat del Níger situada a la regió de Dosso i el departament de Dogondoutchi. El 2012 s'hi va censar una població de 71.692 habitants.